# Palazzo Kresija
Il palazzo Kresija (in sloveno Palača Kresija) è un palazzo situato nel centro di Lubiana, la capitale della Slovenia.
È situato lungo il fiume Ljubljanica, davanti al Triplo ponte, all'angolo tra lungofiume Cankar (Cankarjevo nabrežje) e via Stritar (Stritarjeva ulica). Sull'angolo opposto si trova il palazzo di Filippo. I due edifici segnano l'ingresso nella parte medioevale della città, ai piedi del castello. 

## Storia
Il nome deriva dalla parola tedesca Kreisamt che significa ufficio distrettuale, è stato costruito successivamente al terremoto di Lubiana del 1895 al posto di un ospedale e di una scuola , attualmente ospita numerosi uffici comunali, la galleria Kresija e l'ufficio informazioni della città di Lubiana.

## Descrizione
L'edificio ha una pianta quadrata e un giardino interno ed è noto per lo stile neorinascimentale delle sue facciate e dei suoi interni, la decorazione invece segue lo stile barocco.